# Хе (нефритовий диск)
Хе Ши Бі (кит. 和 氏 璧 Hé Shì Bì, буквально означає нефритовий диск Хе) - шматок нефриту, який відігравав значну роль у багатьох історичних подіях Стародавнього Китаю. Спочатку каменю була додана форма нефритового диска, але згодом він був перероблений в Імператорську друк Китаю за наказом імператора Цінь Ши Хуан-ді.

## Відкриття
Людина на ім'я Бянь Хе виявила шматок нефритової породи в пагорбах царства Чу і була так втішений знахідкою, що поспішила представити її князю Сюн Шуню (кит.: 楚 厲王, в англомовних джерелах - King Li of Chu). Однак князь не повірив, що камінь являє з себе щось цінне, і наказав відрубати Бянь Хе ногу - за те, що той даремно потривожив правителя. Коли князь помер, трон перейшов до його брата Сюн Туну (кит.: 楚武王, в англомовних джерелах - King Wu of Chu). Бянь Хе і йому показав камінь, але і цей князь не повірив йому і велів відрубати нещасному другу ногу. Тільки третій князь Вень-Ван (кит.: 楚 文王, в англомовних джерелах - King Wen of Chu) передав камінь різальникам, які на їхній подив виявили, що мають справу з виключно рідкісним білим нефритом. З каменю був виготовлений нефритовий диск, який був названий на честь Бянь Хе - Хе Ши Бі, що в буквальному перекладі означає «нефритовий диск Хе».

## «Повернути нефрит в цілості в царство Чжао»
На нещастя нефритовий диск був вкрадений з царства Чу і проданий в царство Чжао. У 283 р. до н.е. е. князь Чжаося-ван з царства Цінь запропонував 15 міст царству Чжао в обмін на нефритовий диск. Від цієї історії бере початок китайська приказка кит.: 价值连城 - «за ціною багатьох міст». Придворний радник царства Чжао Лін Сянжу був направлений в царство Цінь, але після прибуття до столиці виявив, що Чжаося-ван не збирається виконувати свою обіцянку. Тоді Лін Сянжу пригрозив розбити нефритовий диск, якщо князь не виконає своєї обіцянки. Згодом радник благополучно повернув Хе Ши Бі своєму панові. Звідси пішла інша китайська приказка: кит.: 完 璧 歸 趙 - «Повернути нефрит в цілості в царство Чжао», що означає «повернути що-небудь до законного власника».

## Імператорська печатка
У 221 році до н. е., князь царства Цінь завоював інші шість Воюючих царств і заснував династію Цінь; таким чином Хе Ши Бі потрапив в руки Цінь Ши Хуан-ді, який наказав зробити з нього Імператорську друк. Головний радник Лі Си написав, а майстер Сунь Шоу вирізав на ній слова: «По мандату небес, нехай (імператор) живе довго і щасливо».(受命於天，既壽永昌). Печатка передавалася з династії в династію, але через 1500 років була втрачена.

## Див. Також
- Бі (нефритовий диск)